# Johann Weitzer

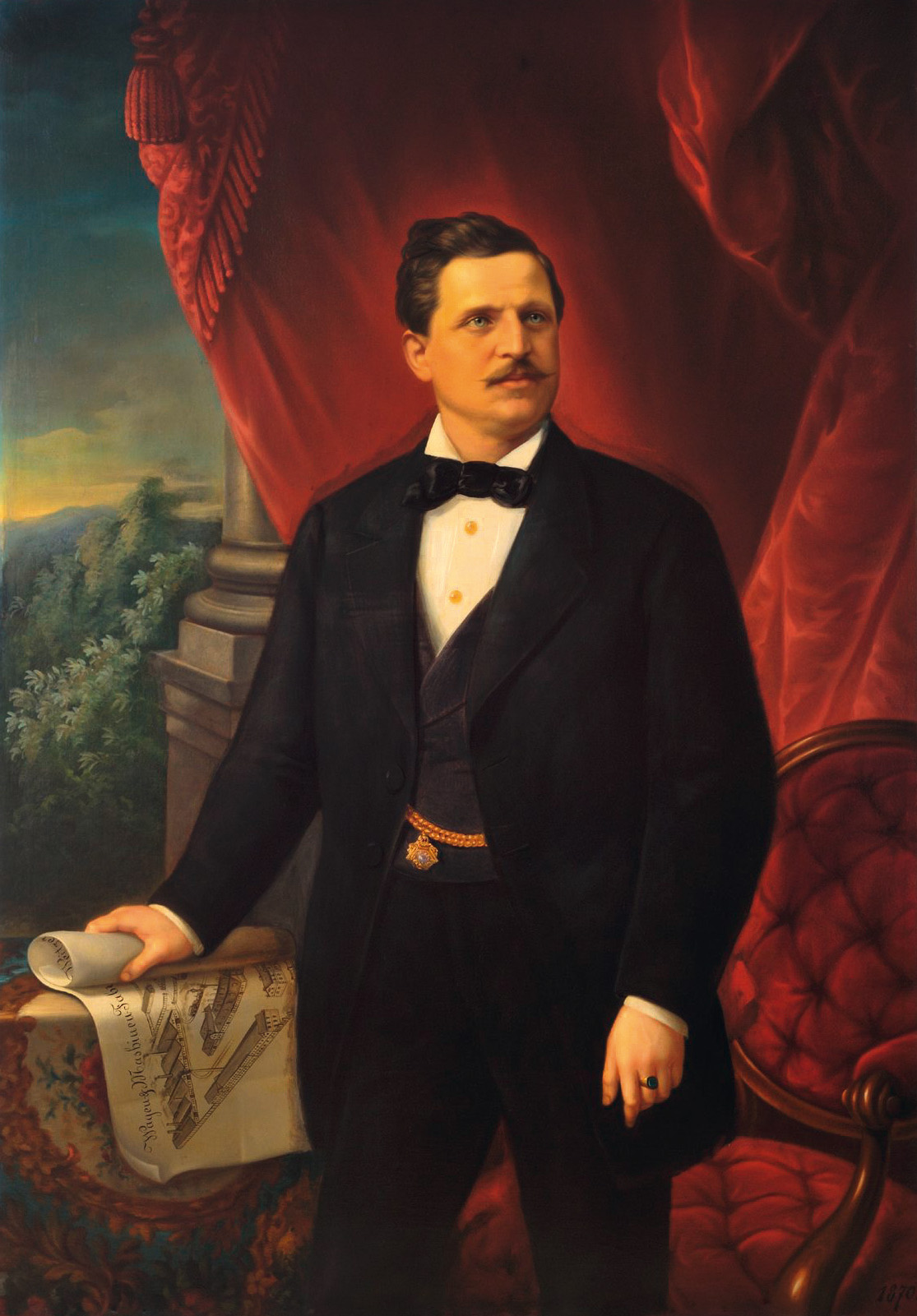
Johann Weitzer (1870)

Johann Weitzer (* 18. August 1831 in Friedberg (Steiermark); † 2. Oktober 1902 in Graz) war ein österreichischer Industrieller. Er war Gründer der Grazer Waggonfabrik und weiterer metallverarbeitende Firmen sowohl im österreichischen als auch im ungarischen Teil der Donaumonarchie.  

## Leben und Wirken in Graz
Der Sohn eines Webers machte eine Lehre als Huf- und Wagenschmied in Pinkafeld und absolvierte in Wien das k.k. Tierarznei-Institut. Vom Erbe seines Großvaters eröffnete Weitzer 1854 in Graz mit drei Gesellen eine kleine Schmiede. Sein Innovationsgeist äußerte sich alsbald in zahlreichen Aufträgen, wie etwas der Lieferung von Fahrzeugen für den Bau des Suezkanals. Mit zunehmendem Produktionsumfang benannte er seinen Betrieb um in „Wagen und Waggonfabrik, Eisen- und Metallgießerei Johann Weitzer“ und zog 1861 auf ein größeres Betriebsgelände in der Nähe des Bahnhofs um. Die Produktionspalette erstreckte sich von Eisenbahnwagen über Maschinen bis zu Waffen. 1872 wurde das Unternehmen in die Grazer Waggon- & Maschinen-Fabriks-Aktiengesellschaft vorm. Joh. Weitzer umgewandelt. Nach mehreren Umwandlungen, Neugründungen und Fusionen ist das Grazer Werk heute Teil von Siemens Mobility.
Weitzer starb 1902 auf seinem Besitz, dem Hallerschlössl in Graz, sein Grabmal steht auf dem Grazer Stadtfriedhof St. Peter. Er war mit Julie Bella, geb. Georgievics verheiratet und Adoptivvater des Esoterikers und Maschinenbauers Isidor (Demeter) Georgievitz-Weitzer (1873–1949). Als Universalerbin setzte Weitzer die Stadt Arad ein, ein darauf folgender jahrelanger Rechtsstreit endete mit einem Vergleich.

## Arad
1891 gründete Weitzer außerdem eine Tochterfirma im damaligen Königreich Ungarn, ebenfalls in Form einer Aktiengesellschaft. Diese Weitzer János Gép,- Waggongyár és Vasöntöde Részvénytársaság in Arad erbrachte ihre historisch bedeutendste Leistung allerdings erst kurz nach Weitzers Tod mit Entwicklung und Bau der ersten Serie von Verbrennungstriebwagen in Europa, den benzinelktrischen Weitzer-De Dion-Bouton-Triebwagen. Nach dem Ersten Weltkrieg kam Arad zu Rumänien und der Name Weitzer verschwand zugunsten von Astra (als Kürzel für Asociație Transilvana, „Transsilvanische Gesellschaft“). Fortbestehender Teil der nach dem Ende der sozialistischen Planwirtschaft aufgeteilten Firma ist die Personenschienenfahrzeugsparte SC Astra Vagoane Călători SA.